# Cave Story
Cave Story (洞窟物語, Dōkutsu Monogatari) é um jogo eletrônico freeware de ação-aventura para computador criado e desenvolvido por Daisuke "Pixel" Amaya em 2004. O jogo foi desenvolvido durante cinco anos durante seu tempo livre. Cave Story possui mecânicas de plataforma 2D e lembra os jogos que Amaya jogou em sua juventude, como Metroid e Castlevania (ambos lançados em 1986). Após seu lançamento independente, o jogo lentamente ganhou popularidade na internet. Ele recebeu ampla aclamação da crítica por muitos aspectos refinados de seu design, como seus cativantes personagens, cenários, histórias e jogabilidade. Cave Story é considerado por muitos como o jogo indie quintessencial por causa de sua equipe de desenvolvimento de uma única pessoa e influência no mundo dos jogos.
Em 2010, a desenvolvedora independente Nicalis adaptou o jogo para WiiWare com novos gráficos, mas tendo uma opção para jogar no modo clássico. No mesmo ano foi lançada uma adaptação para DSiWare que não possuia, porém, algumas melhorias presentes na versão de Wii. Em novembro, o jogo ganhou a sua versão em 3D para Nintendo 3DS, nomeado Cave Story 3D. Mais tarde nesse mesmo mês, uma versão aprimorada do jogo original com conteúdos novos foi lançado com o nome Cave Story+. O jogo original com conteúdo adicional foi lançado para Nintendo 3DS em outubro de 2012. Um port de Cave Story+ para Nintendo Switch foi lançado em junho de 2017.
A jogabilidade de ritmo acelerado de Cave Story gira em torno do personagem controlado pelo jogador, que acorda sofrendo amnésia e que deve explorar e explodir seu caminho através das novas áreas cavernosas com o objetivo de descobrir sua história de fundo e escapar da caverna. O personagem ganha acesso à novas áreas à medida que fortalece suas armas ao coletar cristais de experiência triangulares e resolve vários quebra-cabeças de plataforma. O protagonista fala com personagens não jogáveis espalhados pelo mundo do jogo a fim de aprender mais sobre o mundo e seus habitantes.

## Jogabilidade

Os controles simples de Cave Story permitem movimento, salto e tiro. A HUD no canto superior esquerdo exibe uma arma equipada, o nível da arma e a vida atual. Os triângulos amarelos representam pontos de experiência a serem apanhados.

O jogador controla o personagem na tela diretamente usando o teclado ou o gamepad. O jogador progride navegando nos quebra-cabeças em plataforma e atirando nos inimigos com a arma equipada. Quando o jogador coleta várias armas, elas podem ser alternadas a qualquer momento com o pressionar de um botão. Às vezes, derrotar inimigos fornece objetos triangulares amarelos, que dão pontos de experiência às armas quando coletadas. As armas podem ser melhoradas até o nível três, mas sofrer dano faz com que as armas percam a experiência e os níveis. Aumento da capacidade de Vida e balas estão espalhadas por todo o mundo do jogo. O jogador deve interagir com uma variedade de NPCs e objetos para completar o jogo.

## Enredo
O personagem do jogador (que mais tarde é revelado que é um robô chamado Quote) acorda em uma caverna sem memória de como chegou lá. Ao explorar a Primeira Caverna, ele obtém a sua primeira arma do jogo, a Estrela Polar, roubando-a do Armeiro Eremita enquanto ele dormia. Após derrotar inimigos e sair da caverna, ele cai em uma vila subterrânea, onde vivem seres humanoides semelhantes à coelhos ou lebres chamados Mimigas, que moram na Vila Mimiga. 
Lá ele encontra diversos habitantes da vila, entre eles, King e Toroko. Esta última, após uma série de eventos, é sequestrada por engano pelos antagonistas Misery e Balrog, que a confundem com outra personagem chamada Sue. Balrog pergunta ao jogador se ele deseja lutar com ele, ao responder que sim, a luta começa, e caso responda que não, ele vai embora. Após este encontro, Quote vai para o Cemitério pegar a chave da Casa de Arthur, um herói para os mimigas que foi morto pelo vilão conhecido como Doutor.  
Ao ganhar acesso ao teleportador na Casa de Arthur, Quote se transporta para o Corredor dos Ovos, onde encontra Sue que é sequestrada por Igor, um raivoso mimiga que foi corrompido. Quote obtém o Lança Mísseis e no final da fase ele enfrenta Igor e salva Sue. Voltando pra Vila Mimiga, King aprisiona Sue, culpando-a pelo sequestro de Toroko. Como forma de ajudá-la a ser libertada, Quote vai para Bushlands procurar o irmão de Sue. Lá ele ajuda um mimiga, Santa, e ganha a arma Bola de Fogo. Após isso, ele finalmente encontra Kazuma, irmão de Sue, após lutar contra duas formas de Balrog (Balrog e Balfrog, a sua versão sapo), Quote consegue os materiais para uma bomba e ajuda Kazuma a sair de onde estava preso, nisso aparece o Professor Booster e os três voltam para Vila Mimiga. Sue explica para King e Jack que os mimigas estão sendo utilizados como armas pelo Doutor, usando o poder das Flores Vermelhas ou Flores Demoníacas e é solta. Após uma reunião, Booster fala que ainda sobrou algumas flores na Zona Arenosa e fala que somente Quote é capaz de destruí-las. 
Chegando na Zona, ele conhece e luta contra Curly Brace, que o confunde com um assassino de mimigas. Posteriormente ele reencontra Misery, que admite que ele é uma ameaça e o convida para um duelo, porém, ela sai do local quando o inimigo chamado Omega aparece e luta contra Quote. Quote vence a batalha e logo depois uma maldição de Pedras do Sol é quebrada. Assim então, Quote chega na casa de Jenka, uma bruxa idosa que pede para você resgatar os seus cinco cachorros perdidos de volta para casa. Após encontrar todos eles e levá-los até ela, Balrog aparece e aparenta ter roubado a chave do depósito aonde as sementes das Flores Demoníacas estavam guardadas. Jenka, após isso, diz para Quote detê-los antes que seja tarde demais, lhe dá um item super poderoso, o Pote de Vida, que pode recuperar a vida inteira do jogador, mas apenas uma vez. Quote então, volta para o início da fase e descobre que a porta do depósito estava aberta, então, começa uma cinemática do Doutor encontrando as Flores Vermelhas e a Misery teletransporta Toroko para realizar expermentos. Balrog obriga-a a comer as Flores Vermelhas e logo em seguida surge King para a salvar, golpeando Balrog com sua espada. Porém, era tarde demais, e Toroko já havia sido afetada pelas flores. King fica furioso e tenta atacar o Doutor, mas é arremessado para longe por ele e fica desacordado. Quote entra no depósito e encontra o Doutor e a Toroko Raivosa, uma forma enfurecida da mimiga, e se vê obrigado à lutar contra ela pela sua vida enquanto o Doutor vai embora. Quote derrota Toroko e ela não resiste a batalha, vindo à óbito. Quote vai até King e ouve seu último desejo, que é vigança e King também morre, deixando para trás sua espada chamada Espada do King, que é adicionada ao arsenal de armas do jogador. Quote, após sair de lá, é esmagado por Balrog, e teleportado para o Labirinto, uma nova área, por Misery. 
Depois de acordar do impacto após cair no chão, Quote explora a área e eventualmente encontra Curly desacordada em um Campo hospitalar, pois ela estaria se recuperando de uma luta que ela teve fora de cena com a Misery na Zona Arenosa. Quote interage com o Dr. Gero, que enche a barra de vida dele e pede para ele procurar um medicamento chamada Cura-Tudo, nas Ruínas da Clínica. Quote vai para as Ruínas e consegue coletar o item, lutando com um fantasma chamado Puu Black no processo. Quando Quote dá o medicamento para o Dr. Gero, ele conversa com Curly, que diz que o único jeito pra escapar do Labirinto é atravessando um pequeno local chamado Câmara do Pedregulho. Mais tarde Curly desaparece do Campo pois ela está indo para a Câmara. Na Câmara do Pedregulho, Quote reencontra Curly, e os dois se esforçam para tentar tirar a gigante pedra bloqueando o resto do Labirinto. Depois de uma fracassada tentativa, Balrog interrompe a dupla, e ele desafia Quote para uma batalha. Balrog é derrotado e concorda ajudar os dois à mover a pedra desde que mantenham em segredo a sua participação nisso. Quote e Curly prosseguem pela passagem que estava bloqueada pela pedra. Perto do final do Labirinto, os dois se dão de cara com o terrível Núcleo, e o derrotam, Eles tem um breve encontro com Misery e o Doutor, que revelam que o Núcleo era o "coração da ilha" e que sem ele a ilha flutuante em que estavam seria destruída. Em seguida, os dois salvam o Núcleo, teleportando-o para outra área juntamentamente com eles. O nível da água no Labirinto aumenta drasticamente, fazendo com que Quote e Curly fiquem presos debaixo d'água e fazendo Quote perder sua consciência. Quote acorda e percebe que foi salvo por Curly, que lhe deu o seu tanque de ar para ele sobreviva em seu lugar. À partir deste ponto, os eventos consequentes são definidos de acordo com ações específicas feitas pelo jogador em certos momentos do jogo. Se o jogador tiver a Corda de Reboque, ele pode carregar Curly consigo até chegar em Waterway.

## Desenvolvimento

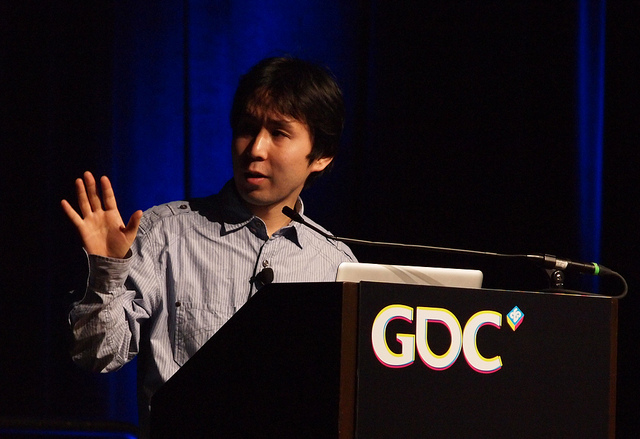
Daisuke "Pixel" Amaya programou, ilustrou, criou o design, escreveu a história e compôs a música de Cave Story ao longo de cinco anos.

Daisuke "Pixel" Amaya desenvolveu Cave Story em seu tempo livre ao longo de cinco anos. Ele começou o projeto quando estava na faculdade e continuou trabalhando depois de conseguir um emprego como desenvolvedor de software. Ele começou escrevendo a música da tela de menu e programando movimentos rudimentares dos personagens. A ideia para o cenário da história ser uma caverna evoluiu espontaneamente quando ele criou vários espaços fechados. Amaya admitiu que essa falta de planejamento causou "problemas futuros" porque ele não possuía ferramentas dedicadas de edição de mapas e gerenciamento de dados. Amaya descreve o jogo como tendo uma "sensação antiquada", remanescente dos jogos que ele jogava quando criança, como Metroid. Mais importante, essa opção de "design retrô" permitiu que ele criasse uma grande quantidade de arte por conta própria, o que seria impossível para um jogo em 3D.